# На всякого мудреца довольно простоты
«На всякого мудреца довольно простоты» — комедия в 5 действиях Александра Островского.

## Действующие лица

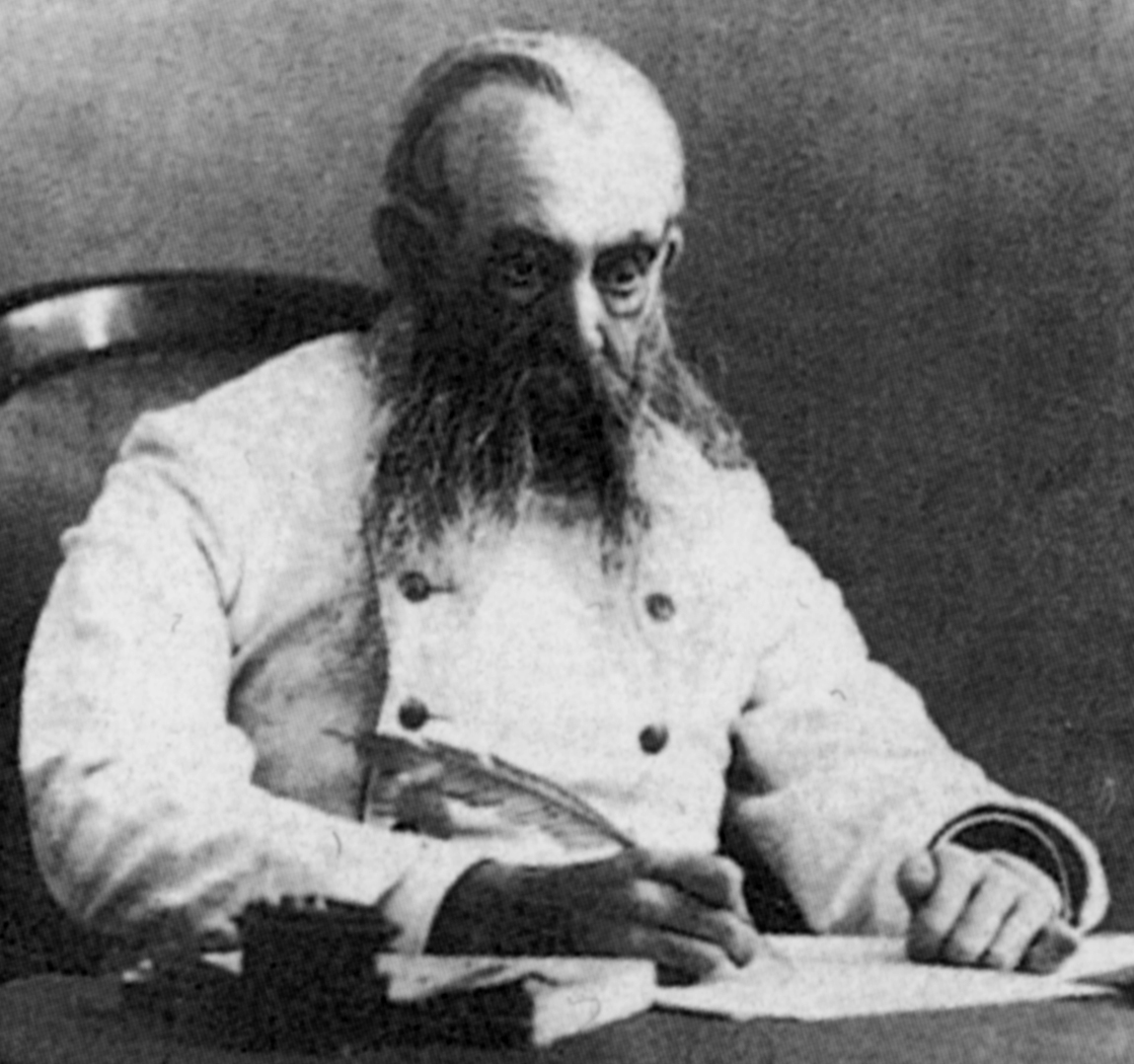
К. С. Станиславский в роли генерала Крутицкого, 1910 год

- Егор Дмитрич Глумов, молодой человек.
- Глафира Климовна Глумова, его мать.
- Нил Федосеич Мамаев, богатый барин, дальний родственник Глумова.
- Клеопатра Львовна Мамаева, его жена.
- Крутицкий, старик, очень важный господин.
- Иван Иванович Городулин, молодой, важный господин.
- Софья Игнатьевна Турусина, богатая вдова, барыня, родом из купчих.
- Машенька, её племянница.
- Егор Васильич Курчаев, гусар.
- Голутвин, человек, не имеющий занятий.
- Манефа, женщина, занимающаяся гаданьем и предсказаньем.
- Григорий, человек Турусиной.
- Человек Мамаева.
- Приживалки.

## Сюжет

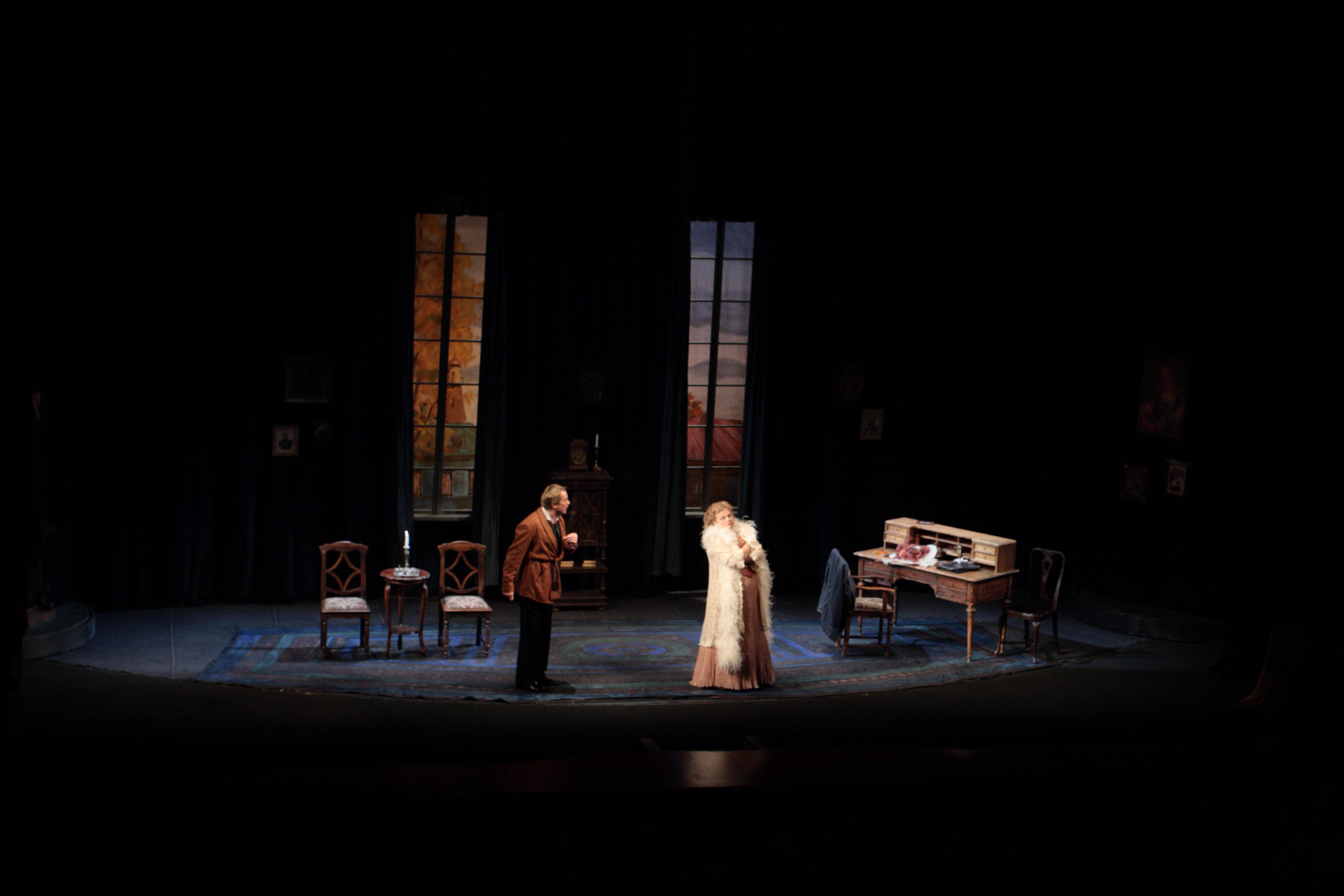
Малый театр. Е. Д. Глумов (А. В. Вершинин) и К. Л. Мамаева (И. В. Муравьёва)

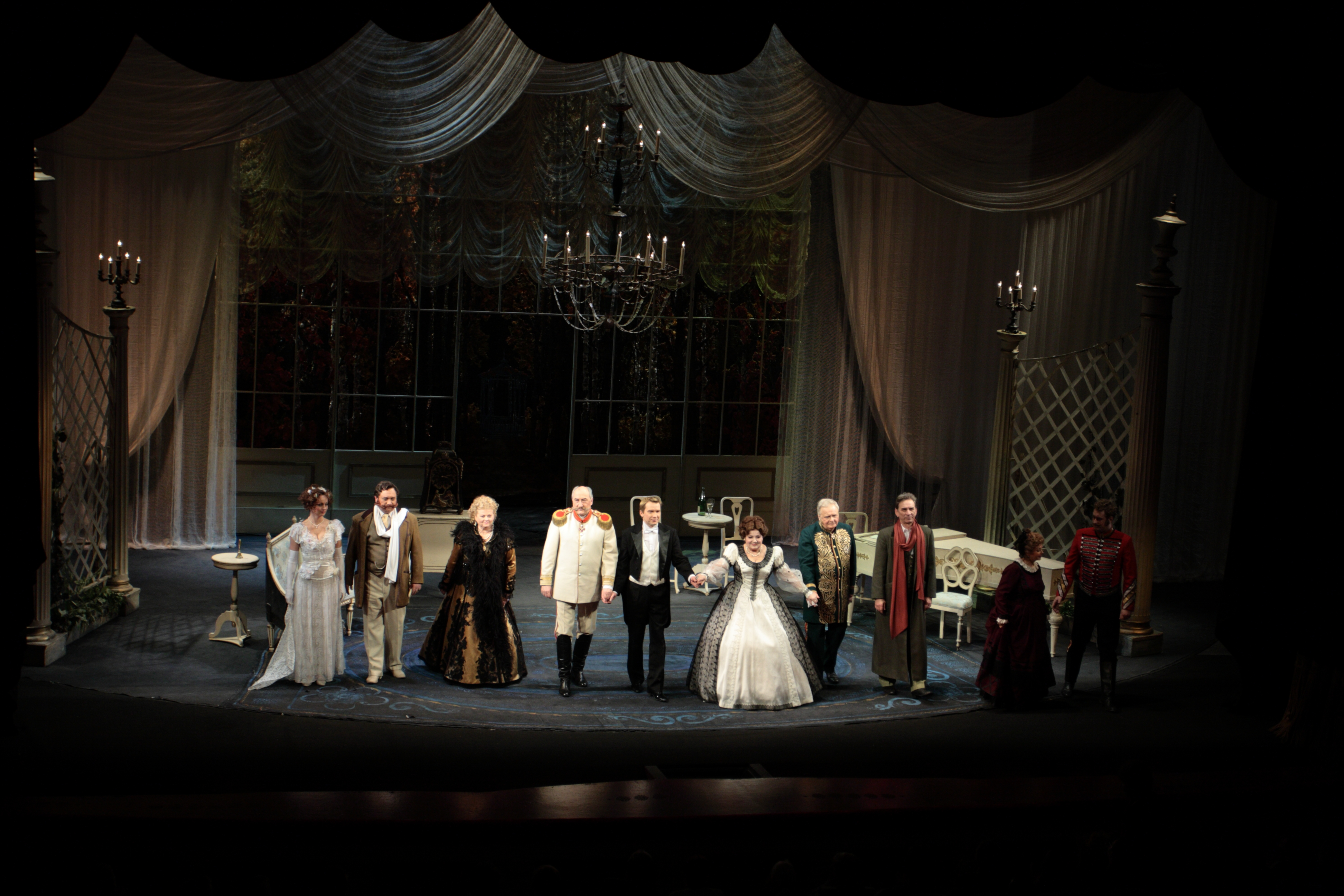
Слева направо: Машенька (О. Л. Пашкова), И. И. Городулин (А. В. Клюквин), К. Л. Мамаева (И. В. Муравьёва), Крутицкий (Б. В. Клюев), Е. Д. Глумов (А. В. Вершинин), С. И. Турусина (А. Н. Евдокимова), Н. Ф. Мамаев (В. И. Езепов), Голутвин (А. Ю. Ермаков), приживалка (Г. Г. Микшун или Н. П. Швец), Е. В. Курчаев (Г. Н. Скряпкин)

Действие происходит в Москве, в первое десятилетие реформ Александра II. Егор Дмитриевич Глумов говорит своей матери, что отныне будет делать карьеру через знакомства в свете. Теперь Глумов для себя будет вести дневник и в нём писать откровенно, что думает о людях, расположения которых добивается.
Приходят гусар Курчаев, знакомый Глумова, с ним Голутвин, человек, не имеющий занятий. Они собрались издавать журнал и просят у Глумова его эпиграммы или дневник, о котором уже что-то слышали. Глумов отказывает. Курчаев, дальняя родня Глумову через сановника Нила Федосеевича Мамаева, рассказывает Глумову о привычке Мамаева смотреть попусту сдаваемые внаём квартиры и при этом поучать всех и каждого, и за разговором набрасывает на Мамаева карикатуру, приписав «новейший самоучитель». Её хочет взять Голутвин. Курчаев не даёт: «Всё-таки дядя». Курчаев сообщает Глумову, что жена Мамаева «влюблена, как кошка» в Глумова. Курчаев и Голутвин уходят.
Из разговора Глумова с матерью следует, что Глумов уже подкупил слугу Мамаева, и Мамаев сейчас прибудет смотреть якобы сдаваемую внаём квартиру Глумовых. Является слуга, за ним сам Мамаев. Мамаев пеняет слуге: зачем тот привез его в жилую квартиру. Глумов объясняет, что, нуждаясь в деньгах, хочет из этой квартиры переехать в большую, и на недоуменные вопросы Мамаева заявляет: «Я глуп». Тот сперва ошарашен, но быстро начинает верить, что перед ним молодой человек, жаждущий советов, поучений и наставлений.
Глумова показывает Мамаеву карикатуру Курчаева. Мамаев уходит. Приходит Манефа, «женщина, занимающаяся гаданием и предсказанием». Глумов принимает её с деланным почтением, дает пятнадцать рублей, отсылает угощаться чаем и кофе, записывает в дневник расходы. Внезапно возвращается Курчаев, которому встретившийся по дороге Мамаев велел не показываться на глаза. Курчаев подозревает Глумова в интриганстве и говорит ему об этом. Они ссорятся. Курчаев уходит. «Дядя его прогнал. Первый шаг сделан».
В доме Мамаева хозяин и Крутицкий — «старик, очень важный господин», сетуют на пагубность реформ и перемен и на своё неумение владеть пером и «современным слогом». У Крутицкого готов труд, написанный стилем, «близким к стилю великого Ломоносова», и Мамаев предлагает дать его Глумову в обработку. Оба уходят. Появляются Мамаева и Глумова. Глумова жалуется на недостаток средств. Мамаева её подбадривает, суля Глумову своё покровительство. Вошедшему Мамаеву Глумова расписывает восхищение своего сына его умом. Мамаев, уходя, обещает Глумовой дать «не денег, а лучше денег: совет, как распорядиться бюджетом». Мамаевой же Глумова принимается рассказывать о том, как влюблен в неё Глумов. Глумова уходит. Мамаева кокетничает с вошедшим Глумовым.
Приезжает Городулин, «молодой важный господин». Мамаева просит для Глумова место, «разумеется, хорошее», зовет Глумова и оставляет его с Городулиным. Глумов заявляет себя либералом и демонстрирует речистость, восхищающую Городулина, который тут же просит помочь ему приготовить доклад. Глумов готов написать.
Городулина сменяет Мамаев, который принимается учить Глумова ухаживать за своей женой. Глумов остается с Мамаевой, объясняется ей в любви и уходит.
На даче Турусиной, «богатой вдовы, барыни из купчих», окруженной приживалками, гадальщицами, странницами, Турусина, только что выехавшая было в город, но приказавшая поворотить экипаж из-за плохой приметы, выговаривает своей спутнице, племяннице Машеньке, за «вольнодумство» и симпатию к Курчаеву. К тому же она получила два анонимных письма, предостерегающих от знакомства с Курчаевым. Машенька отвечает, что она «московская барышня» и спорить не станет, но пусть тогда тётя и подыщет сама ей жениха. Машенька уходит. В гости заходит живущий по соседству Крутицкий. Турусина делится с Крутицким заботами: как подыскать Машеньке хорошего жениха. Крутицкий рекомендует Глумова и уходит. Приезжает Городулин. Как и Крутицкий, он высмеивает пристрастие Турусиной к странникам и приживалкам и сообщает: одна из таких знакомых Турусиной осуждена за мошенничество и отравление богатого купца. С Городулиным повторяется тот же разговор с тем же результатом. Городулин всячески рекомендует Турусиной Глумова. И наконец, взамен Городулина появляется Манефа, желанная гостья в этом доме. Она вещает, приживалки поддакивают. Все хором предвещают Глумова как что-то уже почти сверхъестественное.
Глумов приносит Крутицкому «Трактат о вреде реформ вообще» — обработку мыслей Крутицкого. Крутицкий доволен. Глумов просит Крутицкого быть посажёным отцом на свадьбе и несколько перебирает в угодничестве, что и отмечает Крутицкий по его уходе.
Приходит Клеопатра Львовна Мамаева дополнительно замолвить словечко за Глумова. Взбодрившийся после ухода Глумова старик обрушивает на неё цитаты из любимых с юности трагедий, видя в стареющей Мамаевой чуть не ровесницу. Но куда неприятней для неё оброненное Крутицким известие о сватовстве Глумова к Машеньке по любви.
Глумов дома записывает в дневник расходы и впечатления и учит мать, уходящую к Турусиной, как задабривать и задаривать её приживалок. Внезапно является Мамаева. Это необычно, и Глумов настораживается. Последующий разговор с ней то подтверждает, то успокаивает опасения Глумова. Он принимается объясняться Мамаевой в своих чувствах, несколько злоупотребляя красноречием, но та прерывает его вопросом: «Вы женитесь?» Глумов сбивается, пускается в объяснения и, как ему кажется, более или менее успокаивает Мамаеву. Звонок у двери. Глумов уходит.
Пришёл Голутвин. Глумов, спрятав Мамаеву в соседней комнате, принимает его. Оказывается, тот собрал на Глумова материал и шантажирует его: если Глумов не заплатит, Голутвин напечатает пасквиль. Решительным тоном отказывая Голутвину, Глумов на деле колеблется, не желая неприятностей ввиду выгодной женитьбы на Машеньке. Голутвин лезет в соседнюю комнату, допытывается, кто там. Глумов еле выпроваживает его, но затем решает догнать и все-таки заплатить. В комнату входит Мамаева, замечает дневник, читает о себе самой что-то, что приводит её в ярость, и уносит.
Сперва Глумову кажется, что он «всё уладил». Но убедившись, что дневник взят, он приходит в отчаяние, бранит себя.
На даче, где собралось все общество, Курчаев беседует с Машенькой о добродетелях и успехах Глумова. Между добродетельными беседами с будущей женой и тёщей Глумов договаривается с Городулиным «отделать хорошенько» трактат Крутицкого (то есть Глумова же) под подписью Городулина и убеждает Мамаеву, что женится по расчёту. Слуга приносит переданный кем-то пакет. В нём напечатанная статья «Как выходят в люди» с портретом Глумова и пропавший дневник. Мамаев читает записи вслух, справки о расходах на приживалок «за то, что видели меня во сне», острые характеристики Крутицкого, Манефы, Турусиной. Появляется Глумов. Ему отдают дневник и предлагают «удалиться незаметно». Но Глумову уже терять нечего: «Почему же незаметно», — отвечает он и принимается обличать присутствующих уже устно: в статье нет ничего для них нового. Не настолько на самом деле глупы Крутицкий и Мамаев, чтоб и впрямь не чувствовать фальши в угодничестве Глумова: просто оно им удобно и приятно. То же и с Мамаевой, и с Городулиным. Но и та и другой неожиданно останавливают глумовское красноречие, начиная сразу же с ним соглашаться. Глумов уходит. После паузы все сходятся на том, что, спустя время, надо опять его «приласкать».

## Критика
Островский в комедии «На всякого мудреца довольно простоты» выводит тупых реакционеров Крутицкого и Мамаева, «прекраснодушного» фразёра либерала Городулина, продажного писаку Голутвина, беспринципного карьериста Глумова, ханжествующую богатую купеческую вдову Турусину, окружившую себя приживальщиками, блаженными, странниками и гадальщицами.
Даже после разоблачения Глумова, подвергшего осмеянию в своём дневнике общество Мамаевых, Крутицких, Городулиных, последние находят, что Глумов нужный, «свой человек» и что, слегка, для вида наказав, «можно его опять приласкать». Глумов полностью сливается здесь с тем обществом, против которого выступает, и обнаруживает глубокое внутреннее сродство с этим обществом.
«Островский, — писал в 1869 г. критик Е. Утин, — почувствовал… совершившуюся в обществе перемену: он инстинктивно понял, что Жадову больше нет места, и взамен благородного, увлекающегося юноши он сделал своим героем холодного, расчётливого, всем существом погружённого в личные интересы, презирающего всем и всеми для достижения своей цели, которая сводится к одному слову — карьера».

## Постановки

### Дореволюционные
- 1 ноября 1868 — Александринский театр (бенефис Ф. А. Бурдина. Мамаев — Бурдин, Глумов — Н. Самойлов, Глумова — Линская, Мамаева — Читау, Крутицкий — П. Васильев, Городулин — В. Самойлов, Турусина — Жулева, Манефа — Громова, Голутвин — П. Степанов). В других составах были заняты И. Киселевский, К. Варламов, Уралов (Крутицкий), В. Далматов, А. П. Ленский, Аполлонский, Юрьев (Глумов), Давыдов (Мамаев), Глебова, Савина, Тираспольская (Мамаева), Чарский, Далматов, Корвин-Круковский (Городулин), Стрельская (Глумова), С. Яковлев (Голутвин), Чижевская (Манефа).

- 6 ноября 1868 — Малый театр (бенефис Н. Е. Вильде, исполнившего роль Глумова, Глумова — Таланова, Мамаев — П. М. Садовский, Мамаева — Е. Н. Васильева, Крутицкий — С. Шумский, Городулин — Самарин, Турусина — Н. Медведева, Машенька — Федотова, Манефа — Акимова, Голутвин — Дмитревский).

Ролью Глумова в Малом театре дебютировал в 1876 году А. П. Ленский (впервые играл эту роль в 1869 году в провинции). До 1917 года в спектакле были заняты О. О. Садовская (Глумова), Греков, Парамонов, А. Ленский (Мамаев), Никулина, Лешковская, А. А. Яблочкина (Мамаева), Н. И. Музиль, Падарин, К. Н. Рыбаков, Правдин (Крутицкий), Южин (Городулин), Рыкалова, Массалитинова (Манефа), М. П. Садовский (Голутвин), П. Садовский (Глумов), Грибунина, Никулина (Турусина), В. Н. Музиль-Рыжова (Машенька), А. А. Остужев (Курчаев).
- 1885 — Театр Корша (Глумов — Солонин, Крутицкий — И. П. Киселевский).

- 1910 — Московский Художественный театр. Реж. В. И. Немирович-Данченко, В. В. Лужский, худ. Симов, Сапунов; Глумов — В. И. Качалов, Мамаев — В. В. Лужский, Мамаева — М. Н. Германова, Крутицкий — Станиславский, Городулин — Л. М. Леонидов, Турусина — М. Г. Савицкая, Манефа — Н. С. Бутова, Голутвин — И. М. Москвин, Григорий — А. Р. Артем. Возобновлён в 1925 году. Исполнители ролей в МХТ (по хронологии) — О. Л. Книппер-Чехова (Мамаева), В. Ф. Грибунин (Крутицкий), Н. О. Массалитинов, В. Ф. Грибунин (Городулин), Е. П. Муратова, М. П. Лилина, Бирман, Книппер-Чехова, Соколовская (Турусина), А. Г. Коонен, Гиацинтова, А. К. Тарасова (Машенька), Берсенев, Вербицкий, Б. Н. Ливанов (Курчаев), Дейкун, Соколовская, Дмоховская (Манефа).

В провинциальных постановках наиболее известны были Глумов — Рощин-Инсаров, Городулин — Неделин.

### Постановки в СССР
- 1923 — Малый театр (реж. Иван Платон; Глумов — Пров Садовский, Глумова — Варвара Рыжова, Мамаев — Николай Костромской, Крутицкий — Александр Южин, Городулин — Михаил Климов, Турусина — Елена Лешковская, Машенька — Наталья Белевцева, Курчаев — Михаил Ленин, Голутвин — Николай Яковлев).
- 1923 — 1-й Рабочий театр Пролеткульта (Москва). Композиция «Мудрец», по пьесе Островского. Автор композиции и реж. Сергей Эйзенштейн; Глумов (в композиции — Рыжий клоун Жорж) — Григорий Александров.
- 1928 — Проф-клубная мастерская в Москве (реж. Николай Волконский, Глумов — Владимир Канцель, Крутицкий — Осип Абдулов).
- 1935 — Малый театр (реж. Пров Садовский, худ. Николай Меныпутин). Исполнители этой и последующей (1943) пост. Малого театра: Пров Садовский, Владимир Мейер, Всеволод Аксёнов, Михаил Царев (Глумов), Евдокия Турчанинова (Глумова), Владимир Давыдов, Сергей Головин, Кондрат Яковлев, Владимир Владиславский (Мамаев), Елена Шатрова (Мамаева), Сергей Айдаров, Николай Рыжов, Александр Зражевский, Пётр Старковский (Крутицкий), Константин Зубов, Николай Яковлев, Николай Рыбников (Городулин), Евдокия Турчанинова, Александра Яблочкина, Надежда Борская (Турусина), Александр Васенин, Лебедев, Александр Сашин-Никольский (Голутвин).
- 1937 — Харьковский русский театр (реж. и Крутицкий — Александр Крамов)
- 1943 — Ленинградский театр им. Ленинского Комсомола (премьера в г. Серове)
- 1943 — ЦТКА (реж. Давид Тункель, худ. Иван Федотов; Глумов — Александр Хованский, Мамаев — Александр Хохлов)
- 1944 — Театр им. Ш. Руставели (реж. Дмитрий Алексидзе)
- 1945 — Воронежский театр (реж. Всеволод Энгель-Крон)
- 1945 — Казанский русский театр (реж. Григорий Ардаров; Глумов — Гусев, Глумова — Жилина, Мамаев — Якушенко)
- 1946 — Ленинградский театр Комедии (реж. Борис Зон, худ. Николай Акимов)
- 1950 — Театр драмы Латвийской ССР (реж. Балюна; Глумов — Видениек, Глумова — Румниеце)
- 1951 — Театр им. Леси Украинки (Киев; реж. Нелли; Глумов — Белоусов)
- 1954 — Горьковский театр (реж. Покровский, худ. К. Иванов; Глумов — Ушаков, Крутицкий — Левкоев)
- 1958 — Московский театр Сатиры Реж. Андрей Лобанов (Глумов — Георгий Менглет, Крутицкий — Борис Тенин, Манефа — Татьяна Пельтцер).
- 1965 — рижский ТЮЗ
- 1968 — Театр имени Е. Б. Вахтангова. Реж. Александра Ремизова, худ. Николай Акимов (Глумов — Юрий Яковлев, Мамаев — Николай Гриценко, Мамаева — Элеонора Шашкова, Людмила Максакова, Курчаев — Виктор Зозулин, Крутицкий — Николай Плотников, Городулин — Юрий Волынцев, Турусина — Алла Казанская, Маша — Марианна Вертинская, Лакей — Алексей Котрелёв).
- 1973 — МХАТ. Реж. В. Я. Станицын и В. Н. Шиловский, худ. А. Понсов (Глумов — Олег Стриженов, Глумова — Софья Пилявская, Мамаев — Михаил Яншин, Мамаева — Галина Калиновская, Курчаев — Константин Градополов, Крутицкий — Марк Прудкин, Городулин — Павел Массальский, Турусина — Кира Головко, Маша — Любовь Стриженова, Голутвин — Александр Комиссаров, Манефа — Анастасия Зуева).
- 1984 — Малый театр. Реж.-пост. И. В. Ильинский, реж. В. Я. Мартенс, худ. С. М. Бархин (Глумов — Виктор Коршунов, Глафира Фирсовна — Софья Фадеева, Мамаев — Николай Анненков, Мамаева — Татьяна Еремеева, Крутицкий — Игорь Ильинский, Городулин — Анатолий Торопов, Турусина — Валентина Евстратова, Машенька — Светлана Аманова, Курчаев — Дмитрий Кознов, Голутвин — Геннадий Сергеев, Манефа — Людмила Гайликовская)
- 1985 — БДТ им. М. Горького. Реж. Г. А. Товстоногов, худ. Э. С. Кочергин (Глумов — Валерий Ивченко, Глумова — Ольга Волкова, Мамаев — Олег Басилашвили, Мамаева — Людмила Макарова, Светлана Крючкова, Курчаев — Юрий Стоянов, Крутицкий — Евгений Лебедев, Городулин — Владислав Стржельчик, Турусина — Эмма Попова, Маша — Наталья Данилова, Голутвин — Михаил Данилов, Николай Трофимов, Манефа — Валентина Ковель).
- 1989 — Ленком. Реж.-пост. М. А. Захаров. В ролях: И. М. Чурикова, Л. С. Броневой, С. Н. Чонишвили, Т. И. Пельтцер

Кроме того пьесу ставили Костромской (1934, 1947), Смоленский (1934), Таганрогский (1936) театры, Тбилисский театр им. А. С. Грибоедова (1940), Воронежский театр (1941), Одесский драматический театр им. А. Иванова (1947), Саратовский театр им. К. Маркса (1948), Театр им. Я. Купалы (Минск; 1962), Бакинский театр (1963) и др.

### После 1991

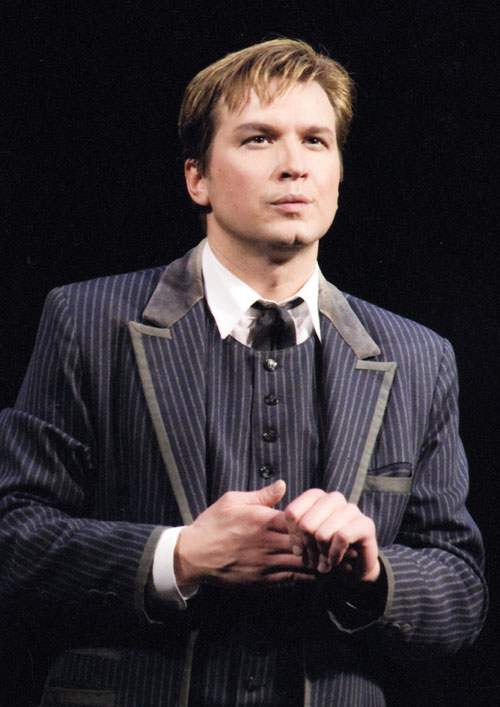
А. Вершинин в роли Глумова

- 1997 — Театр-студия п/р О. Табакова. Реж.-пост. О. П. Табаков, худ.-пост. Д. Л. Боровский.
- 2002 — Малый театр. Реж.-пост. В. М. Бейлис, худ.-пост. — Э. Стенберг. В ролях: А. Вершинин,Э. Быстрицкая, И. Муравьёва, А. Потапов, Т. Панкова, А. Ермаков.
- 2004 — Ростовский театр драмы имени М. Горького (реж. И. Морозова)
- 2004 — Ульяновский драматический театр. Реж. А. Ф. Кац, худ-пост Т. М. Швец. В ролях: Глумов — В. Кустарников/Д. Юченков, Мамаев — В. Шейман, Мамаева — А. Бабичева, Крутицкий — Б. Александров.
- 2008 — Алтайский краевой театр драмы имени В. М. Шукшина (реж. В. Золотарь)
- 2010 — Пензенский областной драматический театр имени А. В. Луначарского (реж. В. Иванов)
- 2011 — Владимирский областной академический драматический театр имени А. В. Луначарского (реж. С. А. Морозов)
- 2011 — Казанский академический русский большой драматический театр имени В. И. Качалова (реж. А. Я. Славутский)
- 2011 — Омский государственный академический театр драмы (реж. Александр Кузин)
- 2012 — Московский театр на Таганке (реж. Владимир Мирзоев)
- 2012 — Нижегородский государственный академический театр драмы имени М. Горького (Реж. В. Портнов)
- 2015 — Гродненский областной драматический театр. Режиссёр-постановщик Геннадий Мушперт
- 2015 — Санкт-Петербургский государственный музыкально-драматический театр «Буфф», Режиссёр-постановщик И. Р. Штокбант. Спектакль идёт под названием «Дневник Авантюриста»
- 2018 — МХАТ им. Горького. Режиссёр-постановщик В. М. Бейлис
- 2019 — Белгородский государственный академический драматический театр им. М. С. Щепкина (реж. Б. А. Морозов)
- 2019 — Калужский областной драматический театр (реж. Хрущёв В. Г.)
- 2021 — Театр наций. Спектакль «На всякого мудреца», режиссёр-постановщик К. Богомолов
- 2022 — Театр на Литейном. Спектакль «Мудрецы», режиссёр-постановщик Сергей Морозов, худ. Александр Орлов
- 2023 — Вологодский драматический театр. Спектакль «На всякого мудреца довольно простоты», режиссёр В. Гранов

### Телеспектакли
- На всякого мудреца довольно простоты (фильм-спектакль Малого театра, 1952), реж. Владимир Сухобоков
- На всякого мудреца довольно простоты (фильм-спектакль Театра имени Е. Б. Вахтангова, 1971)
- На всякого мудреца довольно простоты (фильм-спектакль МХАТ, 1976)

### За рубежом
Театр в Магдебурге (1941)
Театр «Юнити» (Кардифф, 1945)
театр «Финикс», Нью-Йорк (1957, под назв. «Дневник мерзавца»)
театр в Базеле (1958)
«Литл тиэтр групп» (Дели; 1958; на хинди).